# Újezdec (Lhota pod Hořičkami)
Újezdec je malá vesnice, část obce Lhota pod Hořičkami v okrese Náchod. Nachází se asi 300 m západně od Lhoty pod Hořičkami a cca 1,5 km severovýchodně od obce Chvalkovice. V roce 2011 zde bylo 28 domů s 48 obyvateli.
Újezdec leží v katastrálním území Újezdec u Hořiček. Nadmořská výška osady je zhruba 350 m.